# دايفيد ميريديث سييريس واتسون
دايفيد ميريديث سييريس واتسون (بالإنجليزية: David Meredith Seares Watson)‏ ويسمى اختصارًا دي إم سي واتسون (بالإنجليزية: D. M. S. Watson)‏ (18 يونيو 1886–23 يوليو 1973) بورفيسور بريطاني في علم الحيوان والتشريح المقارن.